# ایمفال
ایمفال
شهر ایمفال (به انگلیسی: Imphal) با جمعیت ۲۳۶٫۳۹۲ نفر در ایالت مانیپور در کشور هند واقع شده‌است.